# Petscop
 (juillet 2022).
La mise en forme du texte ne suit pas les recommandations de Wikipédia : il faut le « wikifier ».
Les points d'amélioration suivants sont les cas les plus fréquents. Le détail des points à revoir est peut-être précisé sur la page de discussion.
- Les titres sont pré-formatés par le logiciel. Ils ne sont ni en capitales, ni en gras.
- Le texte ne doit pas être écrit en capitales (les noms de famille non plus), ni en gras, ni en italique, ni en « petit »…
- Le gras n'est utilisé que pour surligner le titre de l'article dans l'introduction, une seule fois.
- L'italique est rarement utilisé : mots en langue étrangère, titres d'œuvres, noms de bateaux, etc.
- Les citations ne sont pas en italique mais en corps de texte normal. Elles sont entourées par des guillemets français : « et ».
- Les listes à puces sont à éviter, des paragraphes rédigés étant largement préférés. Les tableaux sont à réserver à la présentation de données structurées (résultats, etc.).
- Les appels de note de bas de page (petits chiffres en exposant, introduits par l'outil «  Source ») sont à placer entre la fin de phrase et le point final[comme ça].
- Les liens internes (vers d'autres articles de Wikipédia) sont à choisir avec parcimonie. Créez des liens vers des articles approfondissant le sujet. Les termes génériques sans rapport avec le sujet sont à éviter, ainsi que les répétitions de liens vers un même terme.
- Les liens externes sont à placer uniquement dans une section « Liens externes », à la fin de l'article. Ces liens sont à choisir avec parcimonie suivant les règles définies. Si un lien sert de source à l'article, son insertion dans le texte est à faire par les notes de bas de page.
- La présentation des références doit suivre les conventions bibliographiques. Il est recommandé d'utiliser les modèles {{Ouvrage}}, {{Chapitre}}, {{Article}}, {{Lien web}} et/ou {{Bibliographie}}. Le mode d'édition visuel peut mettre en forme automatiquement les références.
- Insérer une infobox (cadre d'informations à droite) n'est pas obligatoire pour parachever la mise en page.

Pour une aide détaillée, merci de consulter Aide:Wikification.
Si vous pensez que ces points ont été résolus, vous pouvez retirer ce bandeau et améliorer la mise en forme d'un autre article.
 (juillet 2022).
Si vous disposez d'ouvrages ou d'articles de référence ou si vous connaissez des sites web de qualité traitant du thème abordé ici, merci de compléter l'article en donnant les références utiles à sa vérifiabilité et en les liant à la section « Notes et références ».
 (juillet 2022).
Diffusion
Petscop est une série Web d'horreur publiée sur YouTube, conçue pour ressembler à un let's play. La série compte 24 épisodes publiés du 12 mars 2017 au 2 septembre 2019 ainsi qu'un épilogue publié avec la bande son de la série le 28 novembre 2019. Petscop s'est fait remarquer pour sa narration déstructurée et cryptique et son active communauté de spectateurs.
La série commence avec son personnage principal, Paul, enregistrant les premières sections d'un jeu inconnu qu'il aurait trouvé ou reçu personnellement. Le jeu est développé par une société fictive "Garalina" et s'intitule Petscop. Il prend la forme d'un jeu d'énigme PlayStation standard où le joueur doit capturer d'étranges créatures appelées "pets" (animaux domestique) en résolvant des énigmes,. Paul en remarque la nature inachevée et son manque de contenu jouable. D'après lui le jeu était accompagné d'une note comportant une série d'actions à réaliser. Une fois les actions effectuées le jeu révèle une partie secrète bien plus sombre, explorée par Paul tout au long de la série, qui semble cacher des secrets familiaux et des accusations graves.
Les quatre premiers épisodes sont enregistrés par Paul pour une personne spécifique non nommée. Plus tard, Paul remarque que ses enregistrements ont trouvé un public sur YouTube, bien qu'il s'adresse toujours directement au personnage inconnu et lui parle parfois au téléphone[source secondaire souhaitée].

## Personnages

### À l'intérieur du jeu
Guardian (tuteur) ou Newmaker
Le personnage joueur que Paul contrôle. C'est une créature jaune ressemblant à un animal d'une espèce inconnue.
Tool (Outil)
Un grand objet rouge auquel le joueur peut poser des questions, bien qu'il réponde généralement par « Je ne sais pas ». Il se trouve sous le plan Newmaker.
Marvin
Marvin existe en tant que personnage dans le jeu et en tant que personne mentionnée dans la vraie vie. Il est identifié par Paul comme l'étrange Guardian au visage vert. Il est le père de Care, et l'a kidnappée en 1997 pour effectuer une tentative de « renaissance ». Marvin apparaît occasionnellement et communique avec Paul dans un langage cryptée à l'aide de la manette de la console. Dans certains enregistrements, on voit Marvin jouer à des sections du jeu qui lui sont spécifiquement adressées, ce qui implique que le jeu a, au moins en partie, été conçu pour que Marvin y joue.
Carrie Mark (Care)
Care est trouvable dans la partie cachée du jeu et est capturable au même titre que les animaux du « Gift Plane ». Elle existe dans trois états différents : A, B et NLM (Nobody Loves Me) (personne ne m'aime). Elle semble être la représentation d'une vraie personne, Carrie Mark, la fille de Marvin et Anna née le 12 novembre 1992. Elle aurait été enlevée par son père le 5 juin 1997 et forcée de vivre avec lui dans une école abandonnée jusqu'à ce qu'elle s'échappe le 10 novembre de la même année et rentre à sa maison le 12. Ce qui se passe ensuite n'est pas évoqué.
Michael Hammond (Mike)
Un garçon de 7 ans qui a vécu de 1988 à 1995. Sa pierre tombale est trouvée par Paul dans le jeu. Il est sous-entendu qu'il est le frère de Rainer, faisant de lui le cousin de Care,. Les circonstances ne sont pas clairement explicités, mais il est possible que Petscop a été créé à l'origine pour être son cadeau d'anniversaire.
Lina Leskowitz
Une fille de 9 ans qui a vécu de 1968 à 1977. Sa pierre tombale est présente dans le jeu. Il est dit qu'elle a mystérieusement disparue en 1977 en même temps qu'un moulin entier qu'elle explorait avec sa sœur Anna et son ami Marvin. Lina est remerciée pour « avoir rendu (le jeu) possible » et est appelée « boss »; la série se termine avec Paul et Belle se rapprochant d'elle, ou d'une représentation d'elle dans le jeu. Il est dit que « tout le monde ne peut pas la voir ».
Amber
Une grosse boule sensible qui aime rester dans sa cage.
Pen
décrite comme une mathématicienne en herbe qui passe son temps dans la salle de musique, bien qu'elle soit sourde.
Randice
Une fleur qui subsiste dans une relation symbiotique avec Wavey.
Wavey
Un nuage qui arrose Randice pour le maintenir en vie. Il a peur de geler et dit n'être jamais la même personne que pour quelques secondes.
Toneth
Un animal de compagnie montré dans un tableau aux côtés de Randice, il n'est trouvable nulle part ailleurs dans le jeu. Paul arrive malgré tout à l'obtenir quand Marvin le place dans le « Newmaker Plane ». Il s'agit d'un oiseau qui s'est apparemment cassé la jambe dans un accident de voiture.
Roneth
le petit demi-frère de Toneth. La méthode pour l'attraper est révélée rétroactivement dans la partie cachée, dans une série d'énigmes similaires à celle de la partie exposée. Roneth ressemble à une fusion entre Toneth et Randice.
Hudson
Hudson apparait uniquement dans l'épisode 18 dans un menu montrant l'évolution des visuels des différent "pets". Il semble avoir été coupé du jeu ou ne pas encore y avoir été inclus.

### En dehors du jeu
Paul
Identifié comme tel uniquement en raison du nom de son fichier de sauvegarde, Paul est calme et investigateur. Rien n'est définitivement connu de son lien avec la famille, autre que sa reconnaissance de certains événements et son désir de découvrir les secrets du jeu. Il existe plusieurs parallèles entre lui et Care - il mentionne qu'ils se ressemblent et partagent le même anniversaire - ce qui implique un lien surréaliste entre les deux. Comme Care n'apparaît jamais dans l'histoire, des analyses supposent qu'ils sont en quelque sorte la même personne. Vers la fin de la série, il y a plusieurs éléments indiquant que Paul est sous une forme de surveillance ou en captivité.
Belle (également connue sous le nom de Tiara)
Tout au long de la série, Paul s'adresse à une personne en particulier, même dans sa première phrase : « C'est juste pour te prouver que je ne mens pas sur ce jeu que j'ai trouvé. »  Dans « Petscop 22 », Paul se réfère à cette personne comme « Belle ». Ce nom apparaît déjà dans le 12e épisode, entièrement centré sur le gameplay d’une autre joueuse, que les boîtes de texte nomment également Belle. Il est probable qu’elle ait été en possession du jeu avant Paul, même si les circonstances de sa propre partie restent très floues. Une personne nommée Tiara, mentionnée pour la première fois par « Tool » et dans une note dans « Petscop 5 », est décrite comme un « enfant de Petscop très intelligent » une qualité qu'elle partage avec Belle qualifiée par Paul de « génie » dans l'épisode 22. Plus tard dans la série, Belle insiste sur le fait que son vrai nom est Tiara. Dans l'épilogue de la série, Belle demande à Paul s'il se souvient d'être né; quand ils ont été « passés en contrebande » par Lina, ce qui implique une relation familiale adoptive entre les deux.
Rainer
Vraisemblablement un surnom pour le cousin de Care, Daniel Hammond. Rainer est ou était le développeur principal de Petscop, et ses motivations pour créer le jeu ne sont pas claires. Certains éléments du jeu sont destinés à être vus par Marvin et à découvrir le mystère de l'endroit où il a enlevé Care. Rainer avait en quelque sorte été en contact avec Paul dans son enfance et était peut-être la personne qui lui avait donné Petscop.
Anna
L'épouse de Marvin, la soeur de Lina et la mère de Care.
Jill
L'une des propriétaires de la chaîne et la tante de Care, apparemment une figure suspecte selon Paul.

## Accueil
Petscop a été couvert par des sources d'information, telles que The New Yorker et Kotaku : Patricia Hernandez de Kotaku ' écrit "si c'est une histoire / un jeu sur Internet, alors je suis impressionné par la façon dont il est élaboré", et pour Le New Yorker ' Alex Barron, c'est "le roi des creepypasta ".

### Interprétations et liens culturels
Petscop, en tant que jeu vidéo, est fictif, bien que la série n'étant pas signé aucun élément indiquait explicitement que c'était une fiction. Certains téléspectateurs n'étaient initialement pas sûrs de savoir si « Paul » et Petscop étaient réels, jusqu'à loin dans la série quand elle est devenue plus surréaliste. Même si la série s'inscrivait largement dans le genre de la creepy pasta et ne laissait que peu de doute sur sa nature de fiction. Petscop n'a été officiellement identifié comme fiction qu'après le final, lorsque le créateur Tony Domenico - qui était resté anonyme pendant les 30 mois de la série - s'est révélé sur twitter. Dans sa seule interview, Domenico a admis que, bien qu'il existe une intrigue concrète reliant l'histoire, il a choisi d'en omettre la majeure partie, supprimant parfois des images déjà réalisées. « J'espérais donner l'impression qu'il y avait … quelque chose d'étrange et de complexe qui se passait en arrière-plan, et vous n'en avez tout simplement pas une vue complète. »  Dans les sections les plus sombres du jeu, il y a de nombreuses références à la maltraitance des enfants, les traumatismes de l'enfance et la corruption irréversible, rendant ces motifs récurrents tout au long de la série. En plus de ces thèmes, Domenico a cité les séries Web Marble Hornets et Ben Drowned comme influences, en tant que série demandant à son public de s'impliquer pour déduire des éléments d'intrigue en analysants des motifs cachés dans les vidéos. Il a également nommé le film expérimental de 2006 de David Lynch Inland Empire comme la plus forte influence pour la série et a noté que « trop de choses sont perdues dans cette traduction en mots ».
La série comprend également des allusions à Candace Newmaker et à sa mort en thérapie de renaissance,,. Tout au long de la série, le mot « Newmaker » apparaît plusieurs fois ;nommant le lieu central de l'intrigue, ainsi comme titre donné à Rainer, le personnage du Gardien, et/ou Paul lui-même. De plus, il y a une zone connue sous le nom de « Quitter room » (Chambre du lâche), la question récurrentes « do you remember being born? » (te souviens-tu d'être né), Et un personnage nommé Tiara. Domenico a déclaré que même si les références étaient intentionnelles, il les a finalement regrettées[source secondaire souhaitée]. D'autres références incluent une citation du livre Daisy-Head Mayzie du Dr Seuss avec l'imagerie du personnage de Care pleurant sous une grande fleur, donnant l'impression qu'elle pousse sur sa tête.